# Pride (Robert Palmer)
Pride è il settimo album discografico in studio del cantante Robert Palmer, pubblicato nel 1983.

## Tracce
Tutti i brani sono di Robert Palmer, tranne dove indicato.
1. Pride - 3:27
2. Deadline - 3:53
3. Want You More - 3:26
4. Dance for Me - 3:42
5. You Are in My System (David Frank, Mic Murphy) - 4:20
6. It's Not Difficult -  3:41
7. Say You Will (Rupert Hine, Robert Palmer) - 3:46
8. You Can Have It (Take My Heart) (Kool & The Gang, J.T. Taylor, George Brown, Claydes Smith) - 3:07
9. What You Waiting For - 3:44
10. The Silver Gun (Robert Palmer, Alan Powell) - 5:33